# Higashifushimi Yorihito
Higashifushimi Yorihito (東伏見宮依仁親王, 19. september 1867 - 27. juni 1922) var en japansk prins og flådeadmiral. Han var overhoved for Higashifushimi-no-miya, en mindre betydningsfuld gren af den kejserlige familie.
Han var den syttende søn af Fushimi Kuniie, der var overhoved for Fushimi-no-miya, den nærmeste gren til den regerende linje af kejserfamilien. Higashifushimi Yoshihito blev adopteret ind i Higashifushimi-no-miya, som han blev overhoved for, da lederen, Komatsu Akihito, døde i 1903. 
Higashifushimi Yoshihito fik en kortvarig uddannelse på det japanske flådeakademi, inden han blev sendt til det britiske flådeakademi i Dartmouth. Herfra kom han på det franske flådeakademi i perioden 1887-1890 og tog eksamen samme sted. I 1891 vendte han tilbage til Japan og indledte sin karriere i den japanske flåde. Han deltog blandt andet i kamp i 1. kinesisk-japanske krig og steg snart til kaptajn. I denne egenskab deltog han i den russisk-japanske krig i 1905, og heri udmærkede han sig, så han modtog den Gyldne Drage-orden. Året efter indtrådte han i den kejserlige flådes generalstab, og i 1909 blev han kontreadmiral. I 1913 blev han viceadmiral, og han blev øverstkommanderende i Yokosuka, en af Japans fire flådedistrikter i 1916. I 1918 blev han admiral, og efter sin død i 1922 blev han posthumt udnævnt til flådeadmiral, en primært ceremoniel titel som flådens øverste i det kejserlige Japan.
Higashifushimi var gift med Iwakura Kaneko, datter af statsmanden Iwakura Tomomi. Parret forblev barnløst, og dermed uddøde Higashifushimi-no-miya med Higashifushimis død.